# Списък на форми на управление
Тази статия изброява формите на държавно управление и политическите системи според няколко различни подхода при категоризирането им. Изброените системи не се изключват взаимно и често дефинициите им се припокриват.
Според професора от Йейл Хуан Хосе Линц днес има три основни типа политически системи: демокрации, тоталитарни режими и, разположени между тях, авторитарни режими. Друга съвременна класификационна система включва монархиите като самостоятелна единица или като хибридна система от основните три. Учените обикновено наричат диктатурата или форма на авторитаризъм, или тоталитаризъм.
Древногръцкият философ Платон обсъжда в Държавата пет вида режими: аристокрация, тимокрация, олигархия, демокрация и тирания.

## Основни форми на държавно управление
| Демократична   | Пряка демокрация, представителна демокрация (републиканско правителство, парламентарно правителство) |
| Недемократична | Авторитарна, Тоталитарна, Монархия, Олигархия, Технокрация, Теокрация, Диктатура                     |
| Други видове   | Комунистическа, колонизаторска, аристократична                                                       |

## Форми на управление според регионалния контрол
| Термин           | Определение | Примери |
| ---------------- | --- | --- |
| Конфедерация     | Конфедерация (известна още като лига) е съюз на суверенни държави, обединени за целите на общи действия, често във връзка с други държави. Обикновено създадени с договор, конфедерациите от държави се създават обикновено за справяне с критични въпроси, като отбрана, външни отношения, вътрешна търговия или валута, като общото централно правителство трябва да осигурява подкрепа за всичките си членове. Конфедерацията представлява основна форма на междуправителствния подход, който се определя като „всяка форма на взаимодействие между държавите, която се осъществява на базата на суверенна независимост или управление“. Конфедерацията е почти федерация, при която федералното правителство е комбинация или съюз на всички държави. | - Конфедерация Ходеносауни (ирокези) - ЕС Европейски съюз - Съединени щати (Преди конституцията) - Старата швейцарска конфедерация (ок. 1300 – 1798) - Сърбия и Черна гора (2003 – 2006 г.) - Конфедерация Сенегамбия (1982 – 1989) |
| Унитарна държава | Унитарна държава е държава, управлявана като едно цяло, в която централното правителство е върховно и всички административни подразделения (поднационални единици) упражняват само правомощията, които централното правителство им предостави. Повечето държави в света имат унитарна система на управление. От 193 държави членки на ООН, 165 са унитарни държави. | - Китай - Индонезия - Филипини - Франция - Египет - Обединено кралство |
| Федерация        | Федерация (известна още като федерална държава) е политическа единица, характеризираща се със съюз на частично самоуправляващи се държави (федерални щати или региони) под шапката на централно (федерално) правителство. Във федерацията самоуправляващият се статут на съставните щати, както и разделението на властта между тях и централното правителство, обикновено са конституционно установени и не могат да бъдат променяни с едностранно решение на щатите или федералното правителство. Алтернативно, федерацията е форма на управление, при която суверенната власт е официално разделена между централната власт и съставните региони, така че всеки регион запазва известна степен на контрол върху вътрешните си работи.                  | - Австралия - Канада - Германия - Индия - Мексико - Русия - Съединени щати |

## Форми на управление според източника на власт
| Термин     | Описание | Примери |
| ---------- | --- | --- |
| Автокрация | Автокрацията е система на управление, при която върховната власт (социална и политическа) е съсредоточена в ръцете на едно лице или полития, чиито решения не подлежат нито на външни правни ограничения, нито на узаконени механизми за народен контрол (с изключение може би на имплицитна заплаха от държавен преврат или масово въстание). Абсолютните монархии (като Саудитска Арабия, Обединените арабски емирства, Оман, Бруней и Есватини) и диктатурите са основните съвременни форми на автокрация. | - Ацтекска империя Ацтеки - Руска империя - Саудитска Арабия - Бруней                                                   |
| Олигархия  | Олигархията, „управлението на малцината“, е форма на управление, в която властта принадлежи на малък брой хора. Тези хора може да се отличават с благороден произход, богатство, семейни връзки, образование или да притежават корпоративен, религиозен или военен контрол. Такива държави често се контролират от семейства, които обикновено предават влиянието си от едно поколение на следващо, но наследяването не е необходимо условие за прилагането на този термин. | - Руска федерация - Южна Африка (1948 – 1994) - Аржентинска консервативна ера (1880 – 1916)                             |
| Демокрация | Демокрацията, „управление на народа“, е система на управление, при която гражданите упражняват властта пряко или избират представители помежду си, за да формират ръководен орган, като например парламент. Демокрацията понякога се нарича „управление на мнозинството“. Демокрацията е система за решаване на конфликти, в която резултатите зависят от действията на участниците, но няма една сила, която да контролира какво се случва и неговите резултати. Това включва възможността гражданите да гласуват за различни закони и лидери. | - Бангладеш - Франция - Германия - Индия - Индонезия - Филипини - Канада                                                |
| Анархия    | Място, където няма закони. Понякога се казва, че не е форма на управление, а нещо, която се стреми към нейерархични, доброволни асоциации между агентите. Анархията може да бъде естествен, временен резултат от гражданска война в дадена страна, когато установената държава е разрушена и регионът е в преходен период без определено лидерство. Алтернативно се представя като жизнеспособен дългосрочен избор от лица, известни като анархисти, които се противопоставят на държавата и другите форми на принудителна йерархия. Те обикновено смятат, че хората трябва да се организират в нейерархични, доброволни асоциации, където хората да си помагат доброволно. Има различни форми на анархия, които се опитват да обезсърчат използването на принуда, насилие, сила и власт, като същевременно създават продуктивно и желано общество. | - Махновщина (1918 – 1921) - Регионален съвет по отбрана на Арагон (1936 – 1937) - Революционна Каталуния (1936 – 1939) |

### Видове демокрация
| Термин                        | Описание | Примери                                                                                    |
| ----------------------------- | --- | ------------------------------------------------------------------------------------------ |
| Хвърляне на жребий (Демархия) | Управление, при което длъжностните лица се избират като случайна извадка от голяма група кандидати. Тяхната група, понякога наричана „жури“, взема решенията си относно публичните политики до голяма степен по подобие на съдебно жури в наказателните дела. При Атинската демокрация много се е използвал този метод, и почти всички официални длъжности са били запълвани така, а не чрез избори. Избираемите кандидати са предимно мъже, гърци, образовани граждани с определен минимум от богатство и положение. | - Древна Атина - Северна Италия и Венеция (XII–XVIII век)                                  |
| Пряка демокрация              | Хората представят самите себе си и гласуват директно законите и политиките. | - Швейцария                                                                                |
| Либерална демокрация          | При тази форма на държавно управление представителната демокрация функционира според принципите на либерализма. Характеризира се с провеждане на честни, свободни и състезателни избори на кандидати от различни политически партии, разделение на властите в различни органи, върховенство на закона в ежедневния живот като част от едно отворено общество и защита на човешките права и гражданските свободи на всички индивиди. За практическото осъществяване на тази форма често се приема конституция, или като официален документ, или некодифицирана, която очертава правомощията на властите и въплъщава обществения договор. След период на значително развитие през XX век, либералната демокрация се превърна в доминираща форма на управление по света. Тя може да приема различни конституционни форми: република като Франция, Германия, Индия, Ирландия, Италия или конституционна монархия като Обединеното кралство, Япония или Испания. Може да има президент (Колумбия, Бразилия, Мексико, САЩ), да бъде полупрезидентска република (Франция, Португалия), или водеща роля да има парламентът (Австралия, Канада, Германия, Ирландия, Италия, Нова Зеландия). | - Германия - Индия - Индонезия - Япония - Обединено кралство - Франция                     |
| Представителна демокрация     | Народът или гражданите на страната избират представители, които да създават и осъществяват обществените политики. | Почти всички демократични системи                                                          |
| Социална демокрация           | При комбиниране на елементите на представителната и пряката демокрация се смесват в тази форма на демокрация на участието (participatory democracy). Тя приема също смесена икономика, която включва както частен, така и държавен контрол над икономиката, като възприема кономически и социален интервенционализъм или смесица от капитализъм и социализъм. Социлдемократите твърдят, че всички граждани по закон имат право на определени социални права. Сред тях са универсалният достъп до обществени услуги като образование, здравеопазване, осигуряване, обществен транспорт и грижа за възрастните. Социалдемокрацията е свързана с профсъюзното движение и подкрепя колективното договаряне с работодателите. Съвременната социалдемокрация се бори с дискриминацията поради разлики в способностите, възрастта, етноса, пола, езика, расата, религията и др. | - Германия - Австрия - Швеция - Норвегия - Дания - Финландия - Исландия - Чехия - Словакия |
| Съветска демокрация           | Управлението на обществото се осъществява от директно избрани съвети. Те са директно отговорни пред избирателите, но работят според указания по императивен мандат, който е противоположен на свободния мандат, според който избраният делегат отговаря само пред своята съвест. Делегатите могат да бъдат отстранявани или отзовавани от поста си по всяко време. | - Последните години на Руската империя - СССР                                              |
| Тоталитарна демокрация        | Форма, при която законно избраните представители имат почти абсолютна власт и избирателите нямат никакво участие в решенията на правителството. | - Камбоджа Кампучия (1975 – 1979)                                                          |
| Изборна автокрация            | Хибридна форма, при която демократичните институции са само за имитация, а управлението е чрез авторитарни методи. Провеждат се редовни избори, но те не отговарят на демократичните стандарти за свободни и честни избори. | - Унгария                                                                                  |

### Видове олигархия
Олигархиите са общества, контролирани и организирани от малка група привилегировани хора, без намеса от по-голямата част от обществото; този малък елит се определя като споделящ някаква обща черта.
Особен случай на олигархия е когато де юре демократични правителства се управляват де факто от малка група сегрегирани, мощни или влиятелни хора, които обикновено споделят сходни интереси или семейни отношения. Тези хора могат да упражняват властта или да избират кандидатите за нея. Олигархията се различава от истинската демокрация, защото много малко хора имат шанс да променят нещо. Олигархията не е наследствена или монархическа и няма един ясен владетел, а няколко владетели.
Някои исторически примери за олигархия са Римската република, в която само мъже от благороден произход могат да се кандидатират за длъжност и само богатите мъже могат да гласуват, както и Атинската демокрация, която използва жребий за избор на кандидатите, които са почти винаги мъже, гърци, образовани граждани, притежаващи минимум земя, богатство и статус. Някои критици на капитализма и/или представителната демокрация смятат Съединените щати и Обединеното кралство за олигархии.
| Термин                             | Определение |
| ---------------------------------- | --- |
| Аристокрация (форма на управление) | Управление на благородниците; система на управление, при която политическата власт е в ръцете на малка класа от привилегировани индивиди, които претендират за по-високо потекло от останалата част от обществото. |
| Ергатокрация                       | Управление на пролетариата, работниците или работническата класа. Примери за ергатокрация са комунистически революционери и бунтовници, които контролират по-голямата част от обществото и създават алтернативна икономика за хората и работниците. Вижте Диктатура на пролетариата. |
| Гениокрация                        | Термин, измислен от последователите на раелизма, означаващ управление от интелигентните; система на управление, където креативността, иновациите, интелигентността и мъдростта са необходимо условие за тези, които искат да управляват. Сравнимо с ноокрация. |
| Кратерокрация                      | Управление от силните; система на управление, при която тези, които са достатъчно силни, за да завземат властта чрез физическа сила, социални маневри или политическа хитрост. |
| Критархия                          | Управление от различни съдии, критарси; система на управление, съставена от правоприлагащите институции, когато държавата и правните системи са традиционно или конституционно едно цяло. Критарсите, магистратите и другите съдии имат законовата власт да създават държавните закони и да управляват изпълнението им допълнение към намесата на закони и разрешаването на спорове. (Да не се бърка със съдебна система) Исторически примери са Сомалия, управлявана от съдии по традицията xeer , както и Съюзът на ислямските съдилища. |
| Меритокрация                       | Управление от заслужилите; система на управление, при която официалните лица се избират въз основа на способностите на хората, знанията в дадена област и приноса им към обществото. |
| Нетокрация                         | Управление чрез социални връзки; термин, измислен от редакцията на американското технологично списание Wired в началото на 90-те години на ΧΧ век. Портманто от интернет и аристокрация, нетокрацията се отнася до възприеманата глобална висша класа, чиято власт се основава на технологично предимство и умения за работа в мрежа, в контраст с това, което се описва като буржоазия с постепенно намаляващо значение. Концепцията за нетокрация е сравнена с концепцията на Ричард Флорида за „творческата класа“. Бард и Сьодерквист дефинират и долна класа в опозиция на нетокрацията, която наричат консуматириат.                                                              |
| Ноокрация                          | Управляват мъдрите; система на управление, в която вземането на решения е в ръцете на философите. (застъпено от Платон ) |
| Плутокрация                        | Управление от богатите; система, при която управлението е задължено, зависимо или силно повлияно от желанията на богатите. Плутократичното влияние може да промени всяка форма на управление. Например в една република, ако значителен брой избрани представителни позиции зависят от финансовата подкрепа на богати донори, това е плутократична република. |
| Партокрация                        | Управление от една доминираща политическа партия (или партии). |
| Стратокрация                       | Управление, основано на военна служба; система, в която държавата и армията са традиционно или конституционно едно и също образувание. Право на управление имат само граждани със задължителна или доброволна действителна военна служба или уволнени с почести. (Следователно стратокрацията не трябва да се бърка с „военна хунта“ или „военна диктатура“.) Древна Спарта е исторически пример; нейната социална система и конституция са изцяло фокусирани върху военното обучение и високите постижения. Стратократичната идеология често се свързва с тимокрацията. |
| Технокрация                        | Управление от образовани или технически експерти; система на управление, при която квалифицирани или опитни хора управляват в съответните си области на експертиза и контролират всяко вземане на решения. Лекари, инженери, учени, професионалисти и технолози, които имат знания, опит или умения, биха съставили управителния орган вместо политици, бизнесмени и икономисти. В една технокрация лицата, вземащи решения, ще бъдат избрани въз основа на това доколко са осведомени и умели в своята област. Технокрацията днес е представена от глобалното алгоритмично управление от инженери от Силициевата долина. Тази скорошна форма на технокрация е наречена „дигитокрация“. |
| Теокрация                          | Управление от религиозен елит; система на управление, съставена от религиозни институции, в които държавата и църквата са традиционно или конституционно едно и също образувание. Теокрации са Ватиканът (начело с папа), Иран (начело с върховен водач), халифатите и други ислямски държави. |
| Тимокрация                         | Управление от почтените; система на управление, управлявана от почтени граждани и собственици на имоти. Сократ определя тимокрацията като правителство, управлявано от хора, които обичат честта и са избрани според степента на почтеност, която имат в обществото. Тази форма на тимокрация е много подобна на меритокрацията, в смисъл, че лица с изключителен характер или способности са поставени да упражняват властта. |

### Видове автокрация
Автокрациите се управляват от един субект с абсолютна власт, чиито решения не подлежат нито на външни законови ограничения, нито на редовни механизми за народен контрол (освен може би при имплицитна заплаха). Това образувание може да бъде индивид, както при диктатура, или може да бъде група, както в еднопартийна държава. Думата деспотизъм означава „да управляваш по модата на деспотите“ и често се използва за описване на автокрация.
Историческите примери за автокрация включват Римската империя и нацистка Германия.
| Термин           | Определение |
| ---------------- | --- |
| Диктатура        | Диктатура, при която властта е в ръцете на един човек или държава. Това лице може да бъде например абсолютен монарх или диктатор, но може да бъде и избран президент. Римската република създава диктатори, които да ръководят по време на война; но римските диктатори държаха властта само за кратко време. В съвременните времена управлението на автократ е това, което не е спряно от никакви правила на закона, конституции или други социални и политически институции. След Втората световна война много правителства в Латинска Америка, Азия и Африка са управлявани от автократични правителства. Примерите за диктатори включват: Йосиф Сталин, Мао Цзедун, Адолф Хитлер и Бенито Мусолини.                          |
| Военна диктатура | Диктатура, налагана предимно от военните. Военните диктатори се различават от цивилните диктатори по редица причини: техните мотиви за завземане на властта, институциите, чрез които организират своето управление, и начините, по които напускат властта. Често гледайки на себе си като на спасител на нацията от корумпираните или късогледи цивилни политици, военната диктатура оправдава позицията си на „неутрални“ арбитри въз основа на тяхното членство във въоръжените сили. Например много хунти приемат титли като „Съвет за национално изкупление“, „Комитет за национално възстановяване“ или „Комитет за национално освобождение“. Военните лидери често управляват като хунта, избирайки един от тях за глава. |

## Пейоративни термини
Независимо от формата на управление, действителното управление може да бъде повлияно от сектори с политическа власт, които не са част от официалното правителство. Това са термини, които подчертават определени действия на управляващите като корупция, демагогия или всяване на страх, които могат да нарушат планирания начин на работа на правителството, ако са достатъчно широко разпространени.
| Термин             | Определение |
| ------------------ | --- |
| Бананова република | Политически нестабилно и клептократично правителство, което икономически зависи от износа на ограничен ресурс (плодове, минерали) и обикновено включва общество, съставено от стратифицирани социални класи, като голяма, обедняла ергатокрация и управляваща плутокрация, съставена от аристокрация, свързана с бизнес, политика и армия. В политологията терминът бананова република обозначава страна, зависима от ограничени производства в първичния сектор, която се управлява от плутокрация, която експлоатира националната икономика посредством политико-икономическа олигархия. В американската литература терминът бананова република първоначално обозначава измислената република Анчурия, раболепна диктатура, която насърчава или подкрепя експлоатацията на широкомащабно селско стопанство в плантации, особено отглеждане на банани. В политиката на САЩ терминът бананова република е пейоративен политически дескриптор, измислен от американския писател О. Хенри в Cabbages and Kings (1904), книга с тематично свързани разкази, произлизащи от неговото пребиваване в Хондурас през 1896 – 1897 г., където той се укрива от закона на САЩ поради банкови злоупотреби. |
| Банкокрация        | Управление от банките; система на управление с прекомерна власт или влияние от страна на банките и други финансови органи върху изготвянето на публичната политика. Може също да се отнася до форма на управление, при която финансовите институции управляват обществото. |
| Корпоратокрация    | Управление от корпорациите; система на управление, при която икономическата и политическата система се контролира от корпорации или корпоративни интереси. Използването му обикновено е пейоративно. Примерите включват управлението на Британската източноиндийска компания в Индия и влиянието на бизнес гласоподавателите в Корпорацията на Сити в Лондон. |
| Какистокрация      | Управлява най-лошият; система на управление, при която най-малко квалифицираните граждани управляват или диктуват политики. |
| Клептокрация       | Управление от крадци; система на управление, при която нейните служители и управляващата класа, като цяло, преследват лично богатство и политическа власт за сметка на по-широкото население. Строго казано, клептокрацията не е форма на управление, а характеристика на правителство, ангажирано с подобно поведение. |
| Непотизъм          | Управление от роднини; облагодетелстване на роднини, независимо от техните заслуги; система на управление, в която се отдава значение на роднините на властимащите, като племенник (откъдето идва понятието). В такива правителства, дори ако роднините са неквалифицирани, им се дават позиции на власт само защото познават някого, който вече има власт. Папа Александър VI Борджия е обвинен в това. |
| Охлокрация         | Управление от тълпата; система на управление, при която управлението се диктува от тълпата или маса от много хора, или чрез сплашване на законните власти. Като пейоратив за мажоритаризма, той е близък до латинската фраза mobile vulgus, означаваща „непостоянната тълпа“, от която първоначално произлиза английският термин „тълпа“ през 1680-те. Охлократичните правителства често са демокрации, увредени от демагогия, „тирания на мнозинството“ и господство на страстите над разума; такива правителства могат да бъдат също толкова потиснически, колкото и автократичните тирани. Охлокрацията е синоним по значение и употреба на модерния, неформален термин „мобокрация“. |

## Други термини
| Термин                              | Определение |
| ----------------------------------- | --- |
| Адхокрация                          | Управление от правителство, основано на относително дезорганизирани принципи и институции в сравнение с бюрокрацията, нейната точна противоположност. |
| Анокрация                           | Тип режим, при който властта не е предоставена на публични институции (както в нормалната демокрация), а се разпространява сред елитни групи, които постоянно се конкурират помежду си за власт. Примери за анокрации в Африка включват военачалниците на Сомалия и споделените правителства в Самая и Зимбабве. Анокрациите са разположени по средата между автокрацията и демокрацията. Наборът от данни Polity IV (база данни по политически науки ) различава анокрацията като категория. В него анокрациите са точно по средата между автокрациите и демокрациите. Често думата се определя по-широко. Например публикация на International Alert от 2010 г. дефинира анокрациите като „държави, които не са нито автократични, нито демократични, повечето от които извършват рискован преход между автокрация и демокрация“. Там се отбеляза, че броят на анокрациите се е увеличил значително след края на Студената война. Анокрацията е най-малко устойчивата на краткосрочни сътресения политическа система: тя създава обещание, но все още не реализирана приобщаваща и ефективна икономика и застрашава членовете на установения елит; и поради това е много уязвима на смущения и въоръжено насилие. |
| Стадно общество                     | Управление от правителство, базирано на малка (обикновено семейна) единица с полунеформална йерархия, с най-силния (или физическа сила, или силен характер) като лидер. |
| Бюрокрация                          | Управление осъществявано чрез апарат, стоящ над обществото, чрез сложна система с много бюра, администратори и дребни служители. |
| Консоциализъм                       | Управление, основано на консенсусна демокрация |
| Военна хунта                        | Управление от група военни командири. |
| Върховенство на закона (Номокрация) | Управление от правителство под суверенитета на рационални закони и спазване на гражданските права, за разлика от теократичните системи на управление. В една номокрация крайната и окончателна власт (суверенитет) съществува в закона. |
| Киберокрация                        | Управление от компютър, който взема решения въз основа на компютърен код и ефективно използване на информацията. Това е тясно свързано с Cybersynacy и може да бъде „решението“ на комунизма. Този тип решение се появява в разказа „Машината спира“ от Е. М. Форстър. |
| Алгокрация                          | Управление чрез алгоритми, използвано в различни нива на бюрокрация, което е известно също като алгоритмично регулиране, регулиране чрез алгоритми, алгоритмично управление, алгоритмичен правен ред на управление чрез алгоритъм. |
| Изокрация                           | Управление, при което всеки има еднаква политическа власт. |